# روبرت ترابل
روبرت ترابل (بالألمانية: Robert Trappl)‏ (من مواليد 16 يناير 1939 في فيينا) هو عالم نمساوي ورئيس معهد الأبحاث النمساوية للذكاء الاصطناعي في فيينا، الذي تأسس في عام 1984. وهو معروف بعمله في مجال علم التحكم الآلي والذكاء الاصطناعي.